# Chiesa cattolica in Papua Nuova Guinea
La Chiesa cattolica in Papua Nuova Guinea è parte della Chiesa cattolica, sotto la guida spirituale del Papa e della Santa Sede.

## Organizzazione ecclesiastica
La Chiesa cattolica è presente nel Paese con quattro province ecclesiastiche, per un totale di 19 circoscrizioni ecclesiastiche, comprensive di 4 arcidiocesi metropolitane e 15 diocesi suffraganee.
Arcidiocesi di Port Moresby
- Diocesi di Alotau-Sideia
- Diocesi di Bereina
- Diocesi di Daru-Kiunga
- Diocesi di Kerema

Arcidiocesi di Madang
- Diocesi di Aitape
- Diocesi di Lae
- Diocesi di Vanimo
- Diocesi di Wewak

Arcidiocesi di Mount Hagen
- Diocesi di Goroka
- Diocesi di Kundiawa
- Diocesi di Mendi
- Diocesi di Wabag

Arcidiocesi di Rabaul
- Diocesi di Bougainville
- Diocesi di Kavieng
- Diocesi di Kimbe

## Nunziatura apostolica
Nel mese di aprile 1914 fu creata la delegazione apostolica di Australia, Tasmania e Nuova Zelanda con competenza anche sull'isola di Nuova Guinea. Successivamente questa delegazione apostolica cambiò nome più volte, finché, con il breve Cum opportunum del 1º novembre 1968, essa assunse il nome di delegazione apostolica di Australia e Papua Nuova Guinea.
Il 5 marzo 1973, con il decreto Quo efficacius di Propaganda Fide, mutò il proprio nome in delegazione apostolica di Papua Nuova Guinea.
Il 1º dicembre 1975, con il breve Cum in Oceania di papa Paolo VI, fu costituita la nuova delegazione apostolica di Papua Nuova Guinea e delle Isole Salomone con sede a Port Moresby.
La nunziatura apostolica di Papua Nuova Guinea è stata istituita il 7 marzo 1977 con il breve Cum probe dello stesso papa Paolo VI.

### Delegati apostolici
- Gino Paro † (5 maggio 1969 - 1977 dimesso)

### Nunzi apostolici
- Andrea Cordero Lanza di Montezemolo † (5 aprile 1977 - 25 ottobre 1980 nominato nunzio apostolico in Honduras e Nicaragua)
- Francesco De Nittis † (7 marzo 1981 - 24 gennaio 1985 nominato nunzio apostolico in El Salvador)
- Antonio Maria Vegliò (27 luglio 1985 - 21 ottobre 1989 nominato nunzio apostolico in Capo Verde, Guinea Bissau, Mali e Senegal e delegato apostolico in Mauritania)
- Giovanni Ceirano † (21 dicembre 1989 - 20 agosto 1992 nominato nunzio apostolico in Danimarca, Finlandia, Islanda, Norvegia e Svezia)
- Ramiro Moliner Inglés † (2 gennaio 1993 - 10 maggio 1997 nominato nunzio apostolico in Guatemala)
- Hans Schwemmer † (9 luglio 1997 - 1º ottobre 2001 deceduto)
- Adolfo Tito Yllana (13 dicembre 2001 - 31 marzo 2006 nominato nunzio apostolico in Pakistan)
- Francisco Montecillo Padilla (1º aprile 2006 - 10 novembre 2011 nominato nunzio apostolico in Tanzania)
- Santo Rocco Gangemi (24 marzo 2012 - 16 aprile 2013 dimesso)
- Michael Wallace Banach (16 aprile 2013 - 19 marzo 2016 nominato nunzio apostolico in Senegal e delegato apostolico in Mauritania)
- Kurian Mathew Vayalunkal (3 maggio 2016 - 1º gennaio 2021 nominato nunzio apostolico in Algeria)
- Fermín Emilio Sosa Rodríguez (31 marzo 2021 - 17 novembre 2023 nominato nunzio apostolico in Bolivia)
- Mauro Lalli (1º marzo 2024 - ? dimesso)
- Maurizio Bravi, dal 15 gennaio 2025

## Conferenza episcopale
La Papua Nuova Guinea non ha una Conferenza episcopale propria, ma l'episcopato papuano è parte della Conferenza dei vescovi cattolici di Papua Nuova Guinea e Isole Salomone (Catholic Bishops' Conference of Papua New Guinea and Solomon Islands).
Elenco dei Presidenti della Conferenza episcopale:
- Arcivescovo Adolph Alexander Noser, S.V.D. (1967 - 1969)
- Vescovo Leo Clement Andrew Arkfeld, S.V.D. (1969 - 1973)
- Vescovo William Kevin Rowell, O.F.M. (1973 - 1975)
- Vescovo Henry Anthony A. van Lieshout, C.M.M. (1975 - 1978)
- Vescovo Firmin Martin Schmidt, O.F.M. Cap. (1978 - 1983)
- Vescovo Raymond Rodly Caesar, S.V.D. (1983 - 1984)
- Vescovo Gregory Singkai (1984 - 1987)
- Vescovo Gérard-Joseph Deschamps, S.M.M. (1987 - 1990)
- Arcivescovo Michael Meier, S.V.D. (1990 - 1993)
- Vescovo Brian James Barnes, O.F.M. (1993 - 1994)
- Arcivescovo Karl Hesse, M.S.C. (1994 - 1996)
- Vescovo Raymond Philip Kalisz, S.V.D. (1996 - 1999)
- Vescovo Stephen Joseph Reichert, O.F.M.Cap. (1999 - 2002)
- Arcivescovo Karl Hesse, M.S.C. (2002 - 2005)
- Vescovo Francesco Sarego, S.V.D. (luglio 2005 - aprile 2008)
- Arcivescovo Francesco Panfilo, S.D.B. (aprile 2008 - maggio 2011)
- Arcivescovo John Ribat, M.S.C. (maggio 2011 - maggio 2014)
- Vescovo Arnold Orowae (maggio 2014 - 3 maggio 2017)
- Arcivescovo Rochus Josef Tatamai, M.S.C. (3 maggio 2017 - 2 luglio 2020)
- Arcivescovo Anton Bal, da 2 luglio 2020

Elenco dei Vicepresidenti della Conferenza episcopale:
- Arcivescovo Stephen Joseph Reichert, O.F.M. Cap. (maggio 2014  - 3 maggio 2017)
- Arcivescovo Anton Bal (3 maggio 2017 - 2 luglio 2020)
- Vescovo Otto Separy, da 2 luglio 2020